# Давыд Гродненский
Давы́д Гро́дненский (около 1283—1326) — государственный деятель и полководец Великого княжества Литовского, один из главных военачальников великого князя литовского Гедимина, каштелян гродненский.

## Биография
Происхождение Давыда неизвестно. В псковских летописях он называется князем. Возможно, был сыном князя псковского Довмонта. Некоторые исследователи называют его братом Гедимина. Существует также версия происхождения Давыда от гродненских князей или бояр.
Впервые упоминается в хронике Дуйсбурга под 1314 годом. По данным В. Мякотина, он принудил к отступлению армию крестоносцев, осаждавшую Новогрудок. По мнению М. Ткачева, он захватил их военный лагерь и склады с продовольствием, оставленные ими для обратного пути. По данным Р. Гагуа, Давыд захватил только склады с продовольствием крестоносцев. Данный исследователь не согласен с тем, что крестоносцы отступили из-под Новогрудка из-за действий Давыда. Он придерживается мнения о том, что после неудачного штурма завоеватели не хотели долго оставаться на территории враждебного для них государства вдали от своих границ. В 1319 году возглавлял поход на Пруссию, в 1323 — на Добжиньскую землю. В том же году дважды помог Пскову в борьбе с датчанами и ливонскими рыцарями, вместе с псковитянами совершил опустошительный поход в Эстляндию. Некоторые исследователи предполагают, что Давыд был избран псковским князем, но всё же оставался в ВКЛ у Гедимина.

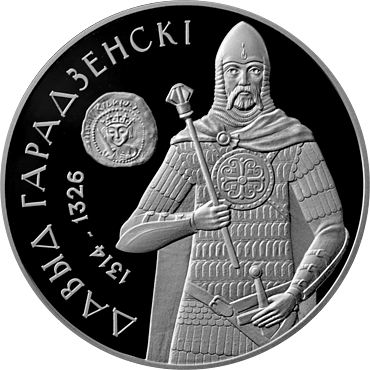
Давыд на памятной монете Нацбанка Беларуси

Первый историограф ВКЛ Мацей Стрыйковский писал, что Гедимин окружил Давыда большими почестями, выдал за него свою старшую дочь (другими источниками данный факт не подтверждается) и дал в лен особый удел. Детей Давыд не имел.
Примерно в 1324 был назначен гродненским каштеляном (старостой). В 1324 во главе войск Великого княжества Литовского совершил удачный поход в Мазовию.
В 1326 годах «Давид Литвин из замка Гродно» (так в Annalista Thorunensis), при поддержке польского короля Владислава Локетка, вторгся в Бранденбургскую марку. Во время похода был убит в своем шатре одним из участвовавших в походе польских рыцарей Анджеем Гостом, вероятно, подкупленным крестоносцами.
В литературе укоренилась легенда о том, что Давыд был непобедим в битвах с крестоносцами, хотя в Хронике Петра из Дусбурга есть информация об отбитой у отряда Давыда добыче.
По легенде, похоронен в Гродно у стен Борисоглебской (Коложской) церкви. В начале XXI века на предполагаемом месте установлен памятный камень-знак. Более обоснованная версия говорит о возможном погребении гродненского каштеляна в элитном некрополе Нижней церкви.
Именем Давыда Городенского названа одна из улиц в центре города, на которой установлен памятник полководцу.